# Bösingen (Zwitserland)
Bösingen is een gemeente en plaats in het Zwitserse kanton Fribourg, en maakt deel uit van het district Sense.
Bösingen telt 3.430 inwoners.